# Cololejeunea hyalinomarginata
Cololejeunea hyalinomarginata là một loài Rêu trong họ Lejeuneaceae. Loài này được (Nees & Mont.) Grolle mô tả khoa học đầu tiên năm 1981.